# Endodiogènia
L'endodiogènia és un procés de reproducció asexual, utilitzada per protozous paràsits com ara Toxoplasma gondii. Implica un procés inusual en què dues cèl·lules filles són produïdes dins una cèl·lula mare, que seguidament és consumida per la descendència abans de separar-se.